# Akinobu Yokouchi
Akinobu Yokouchi (jap. 横内 昭展 Yokouchi Akinobu; ur. 30 listopada 1967) – japoński piłkarz występujący na pozycji pomocnika.

## Kariera klubowa
Od 1986 do 1995 roku występował w klubie Sanfrecce Hiroszima.